# إيما بوث (ممثلة)
إيما بوث  (بالإنجليزية: Emma Booth)‏ (مواليد ق. 1982) عارضة أزياء  وممثلة أسترالية، عرفت بظهورها في فيلم
آلهة مصر (2016) وإنقراض (2018)

## روابط خارجية
- إيما بوث على موقع IMDb (الإنجليزية)
- إيما بوث على موقع ميتاكريتيك (الإنجليزية)
- إيما بوث على موقع روتن توميتوز (الإنجليزية)
- إيما بوث على موقع قاعدة بيانات الأفلام العربية
- إيما بوث على موقع ألو سيني (الفرنسية)
- إيما بوث على موقع أول موفي (الإنجليزية)
- إيما بوث على موقع قاعدة بيانات الأفلام السويدية (السويدية)
- إيما بوث على موقع قاعدة بيانات الفيلم (الإنجليزية)
- إيما بوث على موقع ليتربوكسد (الإنجليزية)
- إيما بوث على موقع كينوبويسك (الروسية)